# Kelly Ayotte
Kelly A. Ayotte (pronunție IFA, |ˈ|eɪ|ɒ|t)  născută 27 iunie 1968, Nashua, New Hampshire) este Senator al Senatului Statelor Unite ale Americii din partea statului New Hampshire și membru al Partidului Republican. Anterior Ayotte a servit ca procuror general al statului New Hampshire.

## Viață timpuri, educație și carieră
Ayotte s-a născut în Nashua, statul New Hampshire la data 27 iunie 1968, fiica lui Kathleen M. (născută Sullivan) și Marc Frederick Ayotte. Familia tatălui său este de origine francez-canadiană.   După absolvirea liceului la Nashua High School, Ayotte a urmat cursurile Pennsylvania State University pe care a absolvit-o cu o diplomă de Bachelor in Art cu specialitatea în științe  politice. 
În 1993, Ayotte a absolvit facultatea de drept a Universității Villanova (cunoscută sub numele de  Villanova University School of Law), unde a fost editorul periodicului profesional Environmental Law Journal. Ayotte vorbește fluent limba franceză. 

### Mesaje e-mail șterse
Oficiul procurorului statului New Hampshire a șters toate mesajele e-mail și calendarul întâlnirilor profesionale ale lui Kelly Ayotte înaite ca aceasta să-și dea demisia din poziția de procuror general al statului ca urmare a alegerii sale ca senator al Statelor Unite din partea statului New Hampshire. 